# Invariante de nó

Nós primos organizados pelo número invariante de cruzamentos

Na matemática, no campo da teoria dos nós, um invariante de nó é uma quantidade (em sentido amplo) associada a cada nó que permanece constante para nós equivalentes. A equivalência é geralmente definida por isotopia ambiente, embora possa ser considerada sob homeomorfismo em alguns contextos. Invariantes podem variar de formas simples, como uma resposta binária (sim/não), a estruturas complexas, como uma teoria de homologia. O estudo dos invariantes não visa apenas distinguir nós distintos, mas também explorar propriedades fundamentais dos nós e suas conexões com outras áreas da matemática.

## Definição e Propriedades
Na perspectiva moderna, um invariante de nó é frequentemente definido a partir de um diagrama de nó e deve ser inalterado sob os movimentos de Reidemeister. Um exemplo simples é a tricolorabilidade, que verifica se um diagrama pode ser colorido com três cores seguindo certas regras. Invariantes mais sofisticados, como os polinômios de nós, são amplamente utilizados para diferenciar nós, embora nenhum polinômio conhecido seja capaz de distinguir todos os nós possíveis entre si.
Entre os invariantes baseados em valores mínimos de diagramas, destacam-se:
- O número de cruzamentos, que é o menor número de cruzamentos em qualquer diagrama de um nó dado.
- O número de pontes, que representa o número mínimo de "pontes" (arcos acima de outros) em um diagrama do nó.

## Exemplos de Invariantes
A seguir, alguns dos invariantes mais notáveis na teoria dos nós:

### Polinômios de Nós
- Polinômio de Alexander: Introduzido em 1923 por James Alexander, foi o primeiro polinômio invariante de nós.
- Polinômio de Jones: Desenvolvido por Vaughan Jones, associa a cada nó um polinômio de Laurent e pode distinguir alguns nós de seus espelhos. Está relacionado à teoria de Chern-Simons, uma teoria quântica de campos topológica.
- Polinômio HOMFLY: Uma generalização do polinômio de Jones e do de Alexander, mais poderoso em alguns casos.

### Tricolorabilidade
A tricolorabilidade verifica se os arcos de um diagrama podem ser coloridos com três cores (e.g., vermelho, azul, verde) de modo que, em cada cruzamento, os três arcos incidentes tenham ou todas a mesma cor ou cores distintas. A quantidade de tricolorizações é um invariante que, por exemplo, prova que o nó trevo é não-trivial.

### Homologias
- Homologia de Khovanov: Introduzida por Mikhail Khovanov no final dos anos 1990, é uma "categorificação" do polinômio de Jones. Relaciona-se com teoria de Floer e teorias quânticas supersimétricas.
- Homologia de nó de Floer: Desenvolvida por Peter Ozsváth e Zoltán Szabó, distingue o nó trivial de todos os outros nós e tem aplicações em geometria simplética.

### Invariantes de Vassiliev
As invariantes de Vassiliev, propostas por Viktor Vassiliev em 1990, formam uma série infinita de invariantes baseadas em nós singulares. Elas abrangem muitos polinômios conhecidos, mas ainda não se sabe se são completas para distinguir todos os nós.

## Limitações e Desafios
Embora os invariantes sejam ferramentas poderosas, nenhum invariante conhecido é capaz de distinguir todos os nós possíveis. Por exemplo, não se sabe se o polinômio de Jones pode identificar o nó trivial de forma única (i.e., se existe um nó não-trivial com o mesmo polinômio do nó trivial). Encontrar um invariante completo e computacionalmente acessível é um objetivo central da pesquisa atual em teoria dos nós.

## Aplicações
Os invariantes de nós têm aplicações além da matemática pura, como na bioquímica (análise de proteínas e DNA), física de polímeros e física teórica, especialmente em diagramas de Feynman e teorias de campos.

## Ver Também
- Teoria dos nós
- Movimentos de Reidemeister
- Nó primo
- Entrelaçamento